# Perrin Manzer Allen
Perrin Manzer Allen (* in Upstate New York) ist ein US-amerikanischer Sänger, Musiker und Komponist. Er lebt in Berlin.

## Leben
Perrin Manzer Allen begann seine Bühnenkarriere im Alter von 13 Jahren. Er spielte die Titelrolle in der Oper Amahl and the Night Visitors in seiner amerikanischen Heimat. Ein Jahr zuvor hatte er bereits sein Debüt als Konzertpianist in Skandinavien gegeben. Von da an verfolgte er seine beiden Karrieren als Musiker und Bühnendarsteller parallel. 1988 erhielt er den Bachelor of Music von der Boston University in den Fächern Gesang und Oper verliehen. Er lernte Gesang bei Richard Cassilly, Marlena Malas, Seth Riggs und Judy Nataluci.
Von 1988 an spielte er regelmäßig auf regionalen Bühnen in den USA und engagierte sich zwei Jahre lang „off-Broadway“ bei den New York Gilbert and Sullivan Players. Ebenfalls sang er Hauptrollen an amerikanischen Opernhäusern, darunter St. Louis, Boston und Long Beach.
Seit 1992 gab er regelmäßig Konzerte zusammen mit der Sängerin Julia Migenes in Europa, Australien und den USA. 1995 zog Perrin Manzer Allen nach Europa und war Mitglied der deutschen Originalbesetzung des Musicals Les Misérables. Er prägte die Rolle des Jean Valjean und wurde der erste Darsteller, der alternativ die Rollen des Valjean und Javert spielte. Er tanzte die Berstein Dances von John Neumeier an der Hamburgischen Staatsoper.
1998 gründete er zusammen mit Andrew Wale die Anonymous Society. Erstes Projekt der beiden war ein Theaterabend, basierend auf den Liedern von Jacques Brel. Sie nannten das Stück ebenfalls Anonymous Society. Das Stück wurde von Perrin Manzer Allen und Andrew Wale komponiert, geschrieben und inszeniert. Die Choreographie übernahm Sidi Larbi Cherkaoui.
Anonymous Society gewann den „Barclay´s Theatre Award Best Musical 2000“ für seine erfolgreiche Spielzeit am Lyric Hammersmith Theatre in London. Ein Jahr zuvor auf dem Edinburgh Festival Fringe wurde ihnen der „Fringe First Award“ und der „Total Theatre Award for Best Overall Production“ verliehen. Basierend auf den Songs von Morrissey und Johnny Marr brachte das Duo Anonymous Society im Juli 2005 das Projekt Some Girls Are Bigger Than Others nach London und wurden zum „Dublin Theatre Festival“ eingeladen.
2002 war Perrin Manzer Allen musikalischer Leiter der Deutschlandpremiere des Musicals Mamma Mia in Hamburg. Während seiner Zeit wurde das mit Platin ausgezeichnete „Live Cast Album“ aufgenommen. Ebenfalls beriet er die Premieren in Madrid, Moskau, Mailand und Paris.
Als musikalischer Berater der Stage Entertainment wirkte er bei den Castings und Produktionen der Musicals Wicked, Beauty and the Beast, Elisabeth, Tanz der Vampire, Dirty Dancing, Aida, The Lion King und Sister Act mit.
2007 erhielt seine Orchestration von Ariel Dorfmans und Eric Woolfsons Dancing Shadows den „15th Korea Musical Award for the Best Orchestration“. Ebenfalls erhielt dieses Werk die Auszeichnungen „Best Musical“, „Best Choreography“, „Best Supporting Actor“ und „Best Ensemble“.
2009 wirkte Perrin Manzer Allen als Musical Supervisor bei Frühlingserwachen in Wien und Buddy Holly in Essen mit.